# Верх-Мильтюші
Верх-Мильтюші (рос. Верх-Мильтюши) — село у Черепановському районі Новосибірської області Російської Федерації.
Входить до складу муніципального утворення Верх-Мильтюшінська сільрада. Населення становить 995 осіб (2010).

## Історія
Згідно із законом від 2 червня 2004 року органом місцевого самоврядування є Верх-Мильтюшінська сільрада.

## Населення
| 2002 | 2007  | 2010 |
| ---- | ----- | ---- |
| 1196 | ↗1235 | ↘995 |